# Бримфилд (Илиноис)
Бримфилд (енгл. Brimfield) град је у америчкој савезној држави Илиноис.

## Демографија
По попису из 2010. године број становника је 868, што је 65 (-7,0%) становника мање него 2000. године.
| Група             | 2000.       | 2010.       |
| Белци             | 914 (98,0%) | 836 (96,3%) |
| Афроамериканци    | 0 (0,0%)    | 3 (0,3%)    |
| Азијати           | 0 (0,0%)    | 5 (0,6%)    |
| Хиспаноамериканци | 7 (0,8%)    | 6 (0,7%)    |
| Укупно            | 933         | 868         |